# Strötzbach

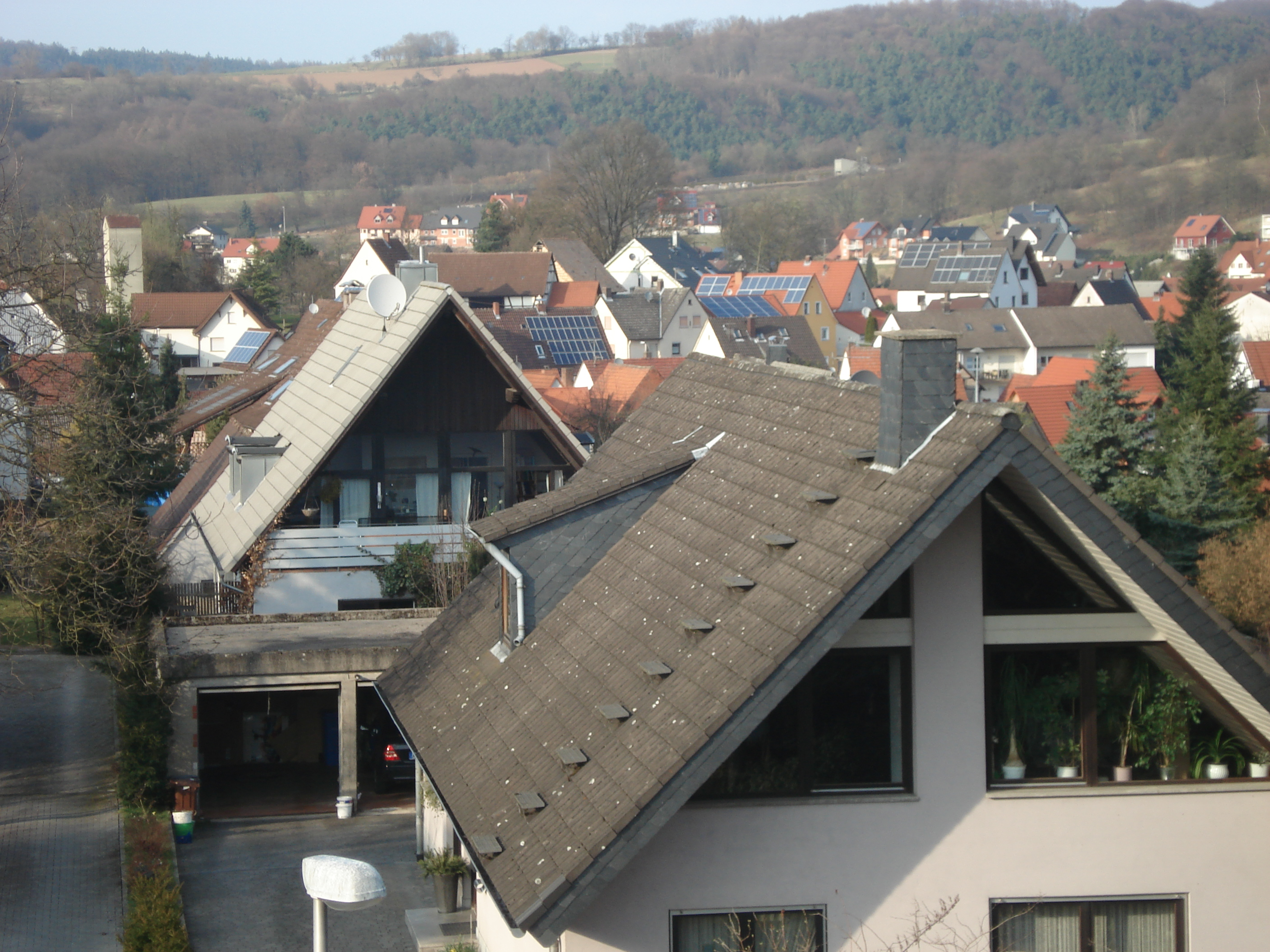
Strötzbach

Strötzbach ist ein Gemeindeteil des Marktes Mömbris im unterfränkischen Landkreis Aschaffenburg in Bayern.

## Geographie
Das Dorf Strötzbach liegt im Vorspessart, im mittleren Kahlgrund, zwischen Fronhofen und Brücken. Das Dorf befindet sich auf 170 m ü. NHN unterhalb des Bauersberges, links der Kahl und hatte im Januar 2022 594 Einwohner. Auf der gegenüberliegenden Talseile befindet sich Niedersteinbach. Im Nordwesten reicht Strötzbach bis an die steilen Hänge der Daunert. Strötzbach ist mit Brücken und Fronhofen baulich zusammengewachsen.

## Name

### Etymologie
Strötzbach hat seinen Namen vom gleichnamigen Bach Strötzbach (heute Fleutersbach), welcher der Kahl im Ort zufließt. Im Kahlgründer Dialekt wird der Ort „Stretzbich“ genannt.

### Frühere Schreibweisen
Frühere Schreibweisen des Ortes aus diversen historischen Karten und Urkunden:
- 1681 Stutzenbach
- 1704 Strutzenbach
- 1846 Stroetzbach
- 1880 Strötzbach

## Geschichte

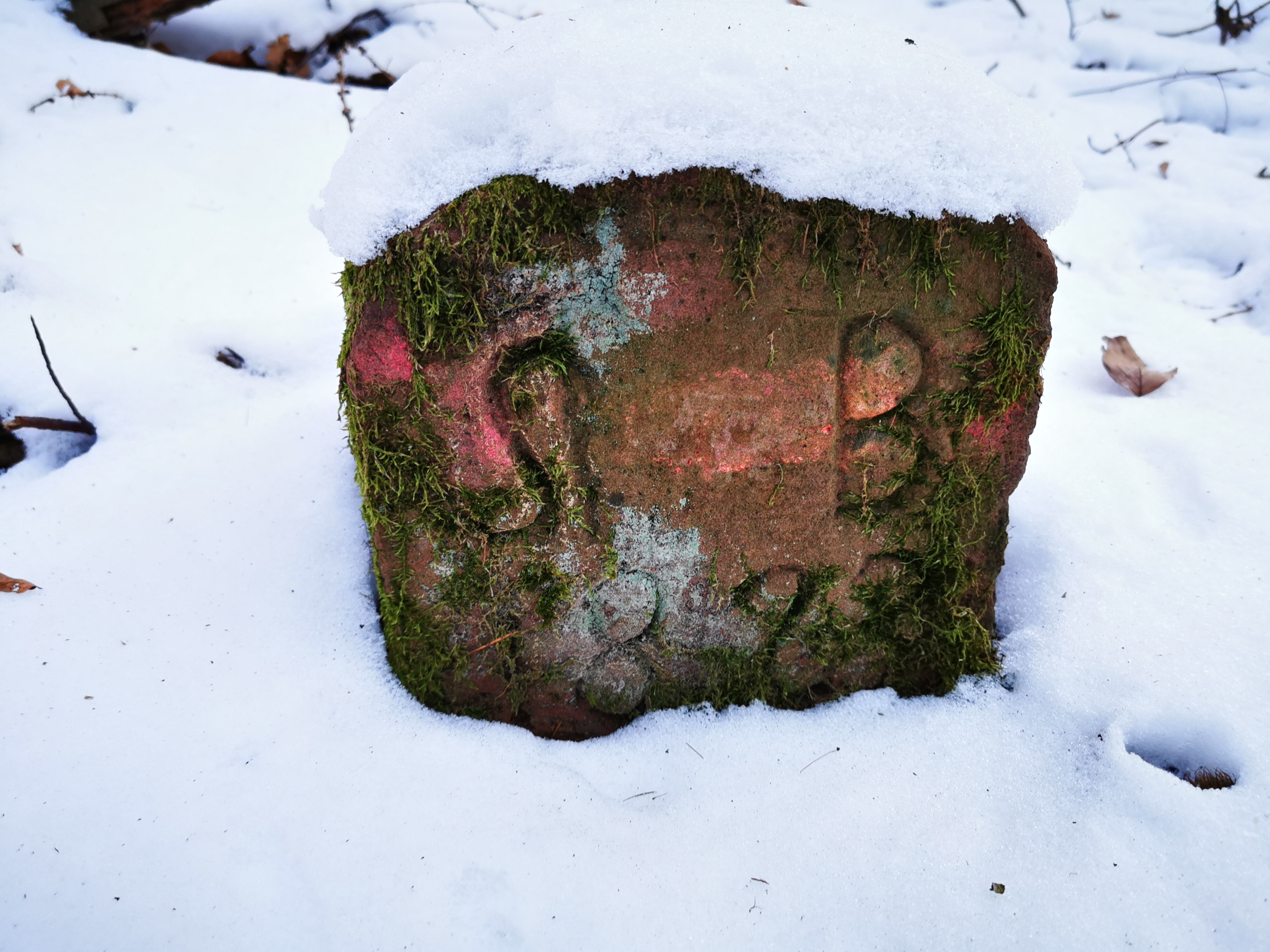
Grenzstein mit der Inschrift StB (Strötzbach) am Bauersberg

### Mittelalter
Im Mittelalter gehörte Strötzbach zum Gericht Mömbris, das wiederum Teil des Freigerichts Alzenau war. Das Freigericht war zwar reichsunmittelbar, aber das Reich verpfändete oder vergab das Gebiet immer wieder. So wechselten die Landesherren, zu denen die Herren und späteren Grafen von Hanau, die Herren von Randenburg und die Herren von Eppstein zählten.

### Neuzeit
Im Jahr 1500 belehnte der römisch-deutsche König Maximilian I. den Erzbischof von Mainz und den Grafen von Hanau-Münzenberg gemeinsamen mit dem Freigericht, das sie nun als Kondominat verwalteten. Da im Freigericht auch zur Zeit des Kondominats die kirchliche Jurisdiktion bei den Erzbischöfen von Mainz verblieb, konnte sich die Reformation – im Gegensatz zur Grafschaft Hanau-Münzenberg – hier nicht durchsetzen. Strötzbach blieb römisch-katholisch.
Mit Graf Johann Reinhard III. starb 1736 der letzte männlicher Vertreter des Hauses Hanau. Erbe des hanau-münzenberger Landesteils war aufgrund eines Vertrages der Landgraf von Hessen-Kassel. Ob sich sein Erbe auch auf den Hanauer Anteil an dem Kondominat erstreckte, war in den folgenden Jahren zwischen Kurmainz und Hessen-Kassel heftig umstritten. Der Streit endete in einem Kompromiss, dem „Partifikationsrezess“ von 1740, der eine Realteilung des Kondominats vorsah. Es dauerte allerdings bis 1748, bis der Vertrag umgesetzt war. Strötzbach fiel dadurch Kurmainz zu.
Strötzbach wurde laut Reichsdeputationshauptschluss 1803 ein Teil des neugebildeten Fürstentums Aschaffenburg des Fürstprimas Karl Theodor von Dalberg, mit welchem er 1814 (damals ein Departement des Großherzogtums Frankfurt) schließlich an Bayern fiel.
Am 1. Juli 1862 wurde das Bezirksamt Alzenau gebildet, auf dessen Verwaltungsgebiet Strötzbach lag. 1939 wurde wie überall im Deutschen Reich die Bezeichnung Landkreis eingeführt. Strötzbach gehörte nun zum Landkreis Alzenau in Unterfranken (Kfz-Kennzeichen ALZ). Mit Auflösung des Landkreises Alzenau im Jahre 1972 kam Strötzbach in den neu gebildeten Landkreis Aschaffenburg (Kfz-Kennzeichen AB).

## Sehenswert

### Strötzbacher Mühle

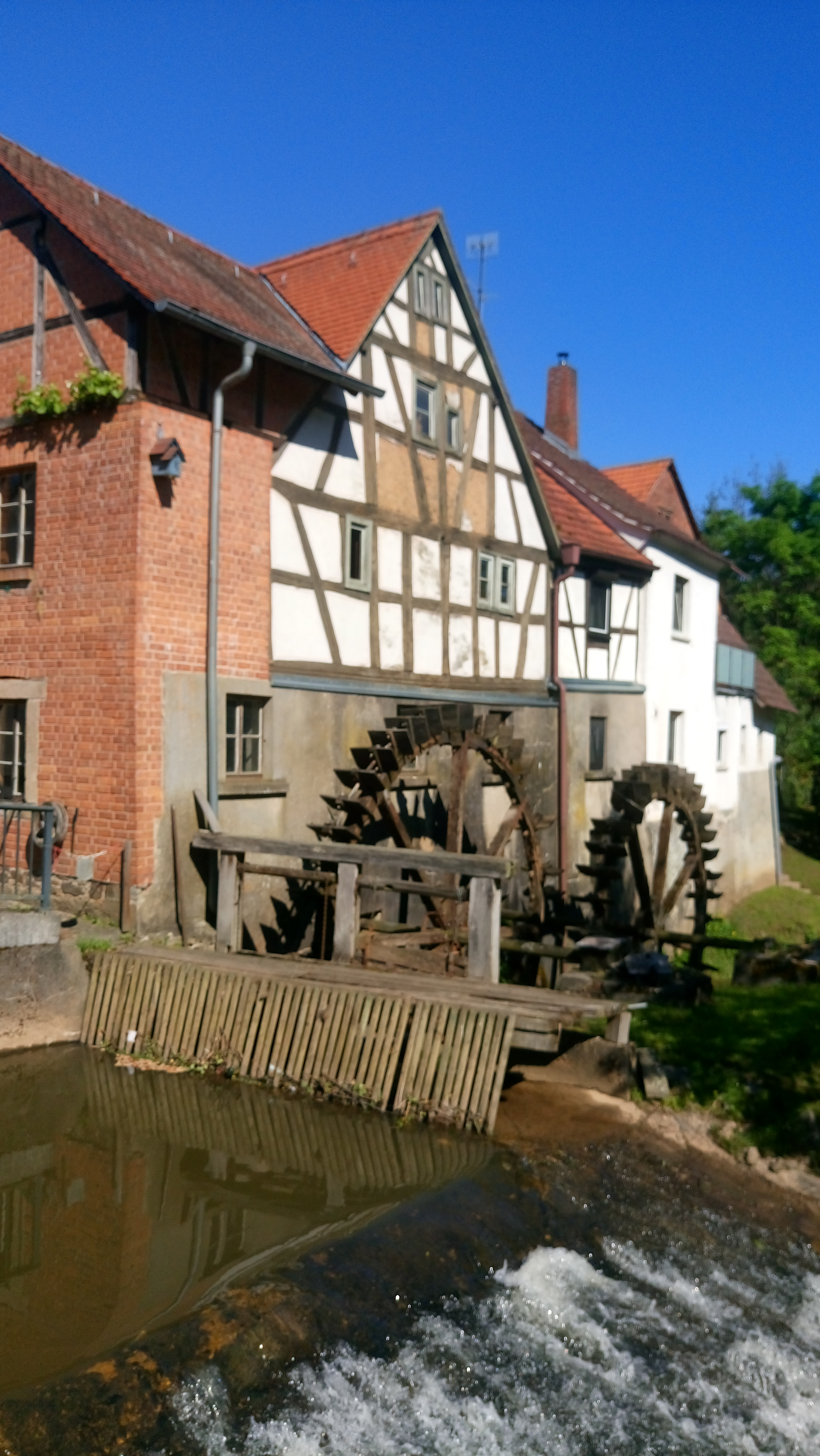
Strötzbacher Doppelmühle

An den felsigen Ausläufern der Daunert (334 m) wurde im Jahr 1650 an einer natürlichen Fallstufe der Kahl eine Doppelmühle, mit zwei unterschlächtigen Wasserrädern errichtet. In diesem Bereich hat das Dorf Strötzbach seinen Ursprung. Die beiden Mühlen wurden von den benachbarten Bauern genutzt, jedoch 1970 stillgelegt. Heute sind das Gebäude mit Inneneinrichtung, die Wehre, der Mühlbach und die Wasserräder noch vorhanden, sodass in der Strötzbacher Mühle ein Mühlenmuseum untergebracht wurde, das nach Terminvereinbarung besichtigt werden kann.

### Pesthellchen

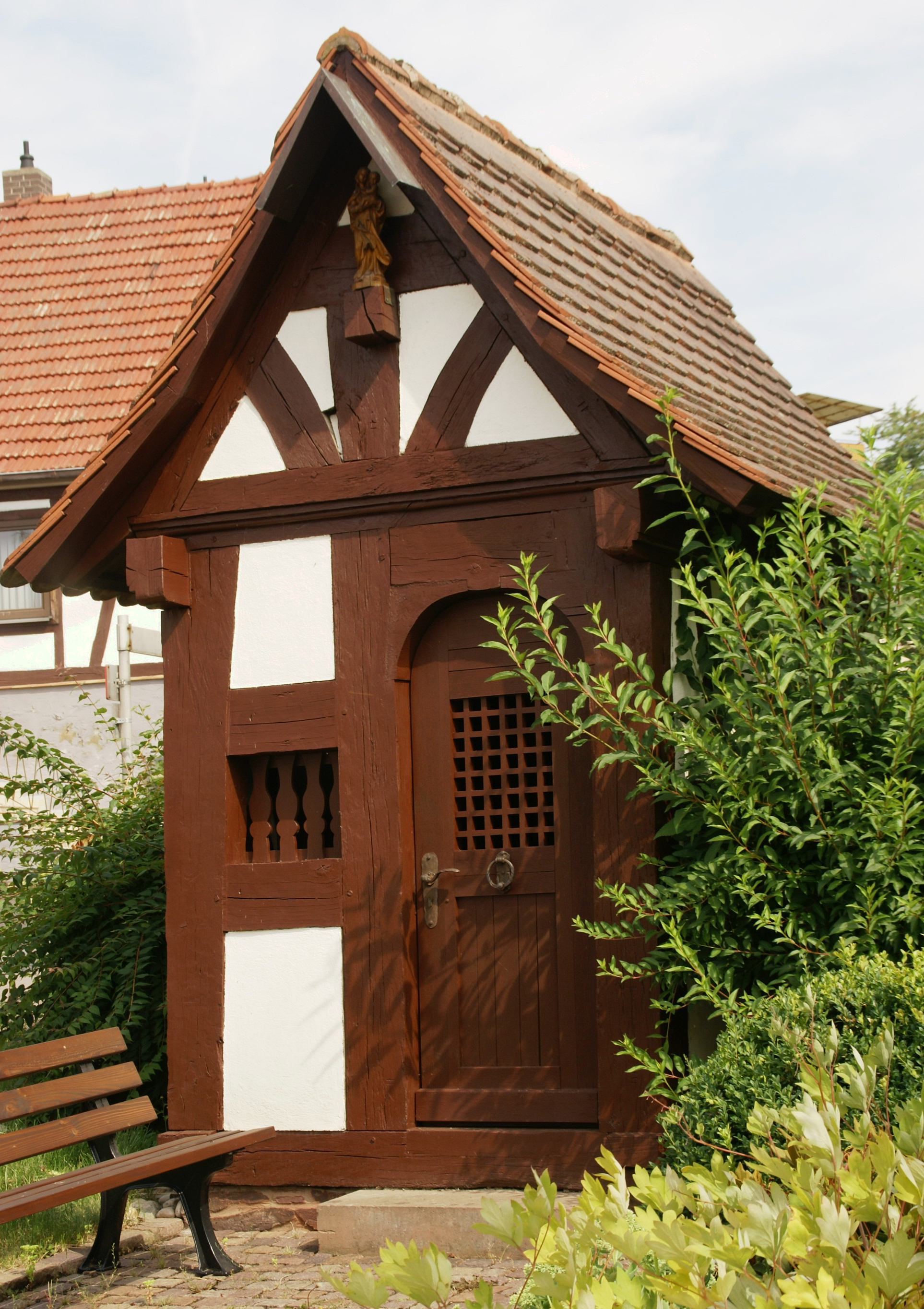
Das Pesthellchen

Im Ort steht eine kleine Kapelle, das Pesthellchen. Es ist der Heiligen Barbara geweiht und soll seine Entstehung den Pestepidemien des 17. Jahrhunderts verdanken. Die Überlebenden des Hofes Fronhofen bauten damals aus Dankbarkeit eine Kapelle auf ihrem Gehöft. Die Kapelle wurde nach dem Zerfall des Hofes Anfang des 18. Jahrhunderts abgerissen und am Eingang der Kreuzgasse wieder aufgebaut. 1977 wanderte das Hellchenhäuschen abermals: Die Gemeinde Mömbris erwarb das Gelände der Alten Schmiede am Dellersweg. Die Kapelle wurde zerlegt und am neuen Standort wieder aufgebaut. 1992 fand eine 300 Jahre alte Glocke ihren neuen Platz in dem Kirchlein.

## Verkehr
Der Bahnhof Mömbris-Strötzbach liegt an der Bahnstrecke Kahl–Schöllkrippen.

## Vereinsleben
Das kulturelle Leben wird von den Tischtennis-, Musikvereinen, der Kerbgesellschaft sowie der Freiwilligen Feuerwehr bestimmt.
Lange Tradition hat das sogenannte Gickelschlagen, das am Rosenmontag im Anschluss an einen Faschingszug abgehalten wird. Bei dieser alten Tradition bekommen Teilnehmer einen dem Kopf eines Hahns nachempfundenen Helm aufgesetzt und einen Dreschflegel in die Hände gelegt. Diesen nutzen sie, um blind einen auf dem Kopf stehenden Krug zu treffen, so dass dieser zerbricht. Gelingt das, erhält der Teilnehmer als Sieger des Gickelschlagens einen echten Hahn als Preis. Ringsum umgeben sind die Teilnehmer von vielen Zuschauern, die einen großen Kreis und damit die Spielfläche bilden. Durch Zurufen versuchen sie, den Teilnehmern die Richtung zum Krug zu weisen. Einige versuchen jedoch auch, sie absichtlich davon weg zu locken. Ein charakteristischer Ausruf dabei ist „Haach hi“, das „Hau hin“ bedeutet.